# Tour de Flandes 1931
El Tour de Flandes 1931 és la 15a edició del Tour de Flandes. La cursa es disputà el 22 de març de 1931, amb inici a Gant i final a Wetteren després d'un recorregut de 227 quilòmetres.
El vencedor final fou el belga Romain Gijssels, que s'imposà a l'esprint als seus cinc companys d'escapada en l'arribada a Wetteren. El neerlandès Cesar Bogaert fou segon, mentre el belga Jean Aerts acabà tercer.

## Classificació final
|    | Ciclista                     | Equip              | Temps      |
| -- | ---------------------------- | ------------------ | ---------- |
| 1  | Romain Gijssels (BEL)        | Dilecta-Wolber     | 6h 52' 00" |
| 2  | Cesar Bogaert (NED)          | La Nordiste-Wolber | m. t.      |
| 3  | Jean Aerts (BEL)             | Genial Lucifer     | m. t.      |
| 4  | Hector Martin (BEL)          | Alcyon-Dunlop      | m. t.      |
| 5  | Gustaaf van Slembroeck (BEL) | La Nordiste-Wolber | m. t.      |
| 6  | Julien Vervaecke (BEL)       | La Nordiste-Wolber | m. t.      |
| 7  | Emile Joly (BEL)             | Alcyon-Dunlop      | + 3' 00"   |
| 8  | Alfons Schepers (BEL)        | Alcyon-Dunlop      | + 3' 00"   |
| 9  | Armand van Bruaene (BEL)     | Oscar Egg-Dunlop   | + 3' 00"   |
| 10 | Francois Moreels (FRA)       |                    | + 3' 00"   |